# Light Grenades
Light Grenades – szósty album studyjny zespołu Incubus. Został wydany 24 listopada 2006 roku nakładem wytwórni Epic Records i Immortal Records. Pierwszym singlem z albumu jest utwór „Anna-Molly”, następnymi zaś, kolejno − „Dig”, „Oil and Water” i „Love Hurts”.
Podczas pierwszego tygodnia sprzedaży zakupiono 229 000 kopii płyty.

## Lista utworów
1. „Quicksand” – 2:14
2. „A Kiss to Send Us Off” – 4:16
3. „Dig” – 4:17
4. „Anna-Molly” – 3:46
5. „Love Hurts” – 3:57
6. „Light Grenades” – 2:20
7. „Earth to Bella (Part I)” – 2:28
8. „Oil and Water” – 3:49
9. „Diamonds and Coal” – 3:46
10. „Rogues” – 3:56
11. „Paper Shoes” – 4:17
12. „Pendulous Threads” – 5:35
13. „Earth to Bella (Part II)” – 2:58